# Пенс-Гров
Пенс-Гров (англ. Penns Grove) — город (англ. borough) в США, в округе Сейлем штата Нью-Джерси. Население — 5147 человек (2010).

## История
Этот район долгое время был преимущественно сельскохозяйственным. Статус города Пенс-Гров был присвоен законодательным собранием Нью-Джерси 8 марта 1894 года путем выделения из частей Верхнего городка Пенс-Нек (ныне городка Карни-Пойнт) на основании результатов референдума, проведенного двумя днями ранее. Примерно в это же время началась индустриализация. Название города происходит от Уильяма Пенна.
В начале 20 века многие итальянские иммигранты из южной провинции Терамо приехали работать на местный завод EI DuPont de Nemours в Карни-Пойнт. Многие поселились на Питман-стрит в Пенс-Гров. В 1925 году итальянская община заказала копию статуи Мадонны с младенцем в Кьезе делла Мадонна делле Грацие в Терамо и установила ее в римско-католической церкви Святого Иакова в центре Пенс-Гров. Другие иммигранты из Восточной Европы также поселились в округе, что значительно увеличило население.
Также в 20 веке этот район стал местом проживания чернокожих американцев в период Великой миграции, которые приехали на север в поисках работы в промышленности. Некоторые чернокожие американцы в этом районе произошли от рабских семей колониального и раннего федерального периода. С конца 20-го века новые иммигранты прибыли из Центральной и Южной Америки, растущее латиноамериканское меньшинство.

## География
Пенс-Гров расположен по координатам 39°43′38″ с. ш. 75°28′04″ з. д. (39.727355, −75.467698). По данным Бюро переписи населения США в 2010 году город имеет площадь 2,36 км², из которых 2,36 км² — суша и 0,00 км² — водоёмы.

## Демография
| Год переписи                                                                     | Нас. |       | %±     |
| -------------------------------------------------------------------------------- | ---- | ----- | ------ |
| 1900                                                                             | 1826 |       | —      |
| 1910                                                                             | 2118 |       | 16%    |
| 1920                                                                             | 6060 |       | 186,1% |
| 1930                                                                             | 5895 |       | −2,7%  |
| 1940                                                                             | 6488 |       | 10,1%  |
| 1950                                                                             | 6669 |       | 2,8%   |
| 1960                                                                             | 6176 |       | −7,4%  |
| 1970                                                                             | 5727 |       | −7,3%  |
| 1980                                                                             | 5760 |       | 0,6%   |
| 1990                                                                             | 5228 |       | −9,2%  |
| 2000                                                                             | 4886 |       | −6,5%  |
| 2010                                                                             | 5147 |       | 5,3%   |
| 2018                                                                             | 4784 | [ 8 ] | −7,1%  |
| 1900–2018 Источники: 1900-2000 1900-1920 1900-1910 1910-1930 1930-1990 2000 2010 |      |       |        |

Согласно с переписью 2010 года, в городе проживало 5147 человек в 1801 домохозяйстве в составе 1235 семей. Было 2004 домостроения.
Расовый состав населения:
- 41,8 % — белых
- 39,8 % — черных или афроамериканцы
- 0,7 % — коренных американцев
- 0,5 % — азиатов
- 12,4 % — другие расы

К двум или более рас принадлежало 4,9 %. Доля испаноязычных составляла 28,3 % от всех жителей.
По возрастным диапазоном населения распределялось следующим образом: 32,3 % — лица моложе 18 лет, 58,2 % — лица в возрасте 18-64 лет, 9,5 % — лица в возрасте 65 лет и старше. Медиана возраста жителя составляла 29,7 года. На 100 лиц женского пола в поселке приходилось 89,5 мужчин; на 100 женщин в возрасте от 18 лет и старше — 82,5 мужчин также старше 18 лет.
Средний доход на одно домашнее хозяйство составил 43 647 долларов США (медиана — 31 406), а средний доход на одну семью — 47 362 доллара (медиана — 34 028). Медиана доходов составляла 33 698 долларов для мужчин и 30 106 долларов для женщин. За чертой бедности находилось 30,4 % лиц, в том числе 39,1 % детей в возрасте до 18 лет и 10,1 % лиц в возрасте 65 лет и старше.
Гражданское трудоустроено население составляло 1915 человек. Основные области занятости: производство — 16,6 %, образование, здравоохранение и социальная помощь — 15,8 %, ученые, специалисты, менеджеры — 13,6 %.

## Транспорт

### Автодороги
По состоянию на май 2010 года в городке было в общей сложности 19,19 миль (30,88 км) дорог.
Через город проходят две магистрали — маршрут 130 (U.S. Route 130 — в черте города название Вирджиния-авеню) и маршрут 48 (New Jersey Route 48 — начинающийся от его западной конечной остановки и называемый Мэйн-стрит).

### Общественный транспорт
NJ Transit обеспечивает автобусное сообщение между Пенс-Гров и Филадельфией по маршруту 402 и до Вудстауна по маршруту 468